# Kreuztisch
Ein Kreuztisch (auch: XY-Tisch oder  Kreuzsupport) ist ein Zweiachssystem aus zwei einachsigen Linearführungssystemen, welches das Bewegen eines Objektes in zwei Richtungen innerhalb einer Ebene ermöglicht.

## Aufbau und Funktion

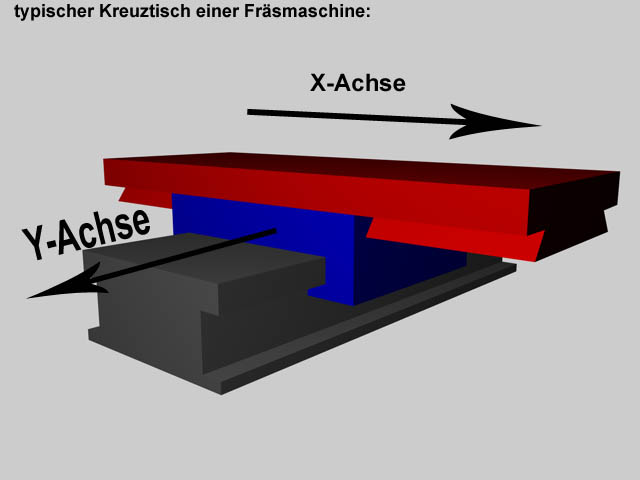
Kreuztisch einer Fräsmaschine

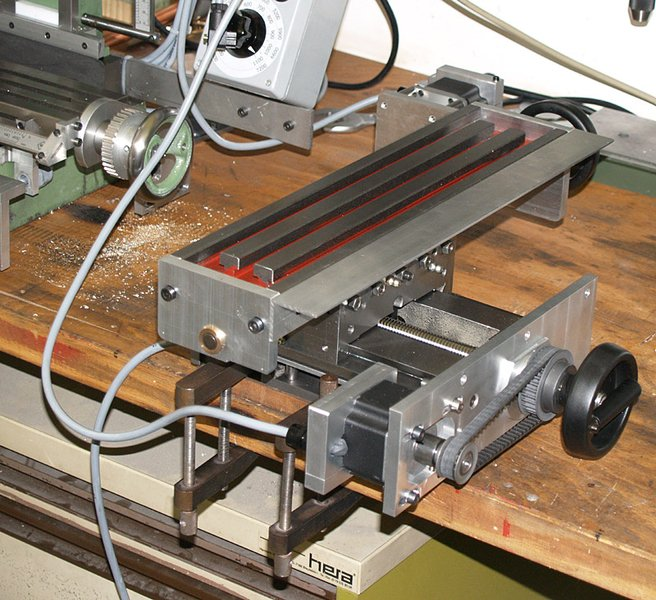
Kreuztisch mit Kugelgewindetriebe

Die zwei Führungen des Kreuztisches legen die Bewegungsrichtungen in X- und Y-Richtung fest. Sie sind gekreuzt eingearbeitet, in nebenstehender Skizze im blauen Teil. Der Winkelversatz beträgt in der Regel genau 90 Grad; es gibt jedoch auch Kreuztische, bei denen dieser Winkel einstellbar ist, sie werden Schwenktisch genannt.
Der in der Skizze rot dargestellte Maschinentisch trägt das zu bearbeitende Werkstück und kann durch das Zusammenspiel der beiden Achsen jede Position im Bereich der X-Y-Ebene einnehmen, solange sich die Position im Bereich der Bewegungsmöglichkeiten der Führungen befindet. Man spricht im Bezug auf diese Begrenzung auch vom Arbeitsraum oder Verfahrweg.
Der Achsantrieb einer solchen Konstruktion kann über motorgetriebene Kugelgewindetriebe, andere Gewindetriebe oder auch Linearmotoren realisiert werden. Desgleichen kann der Vorschub über Kurbeln und/oder Drehgriffe ermöglicht werden.

## Anwendungen

### Werkzeugmaschinen
Ein Kreuztisch kann fester Bestandteil einer Werkzeugmaschine sein oder als Sonderzubehör zusätzlich angebracht werden.

### Messsysteme

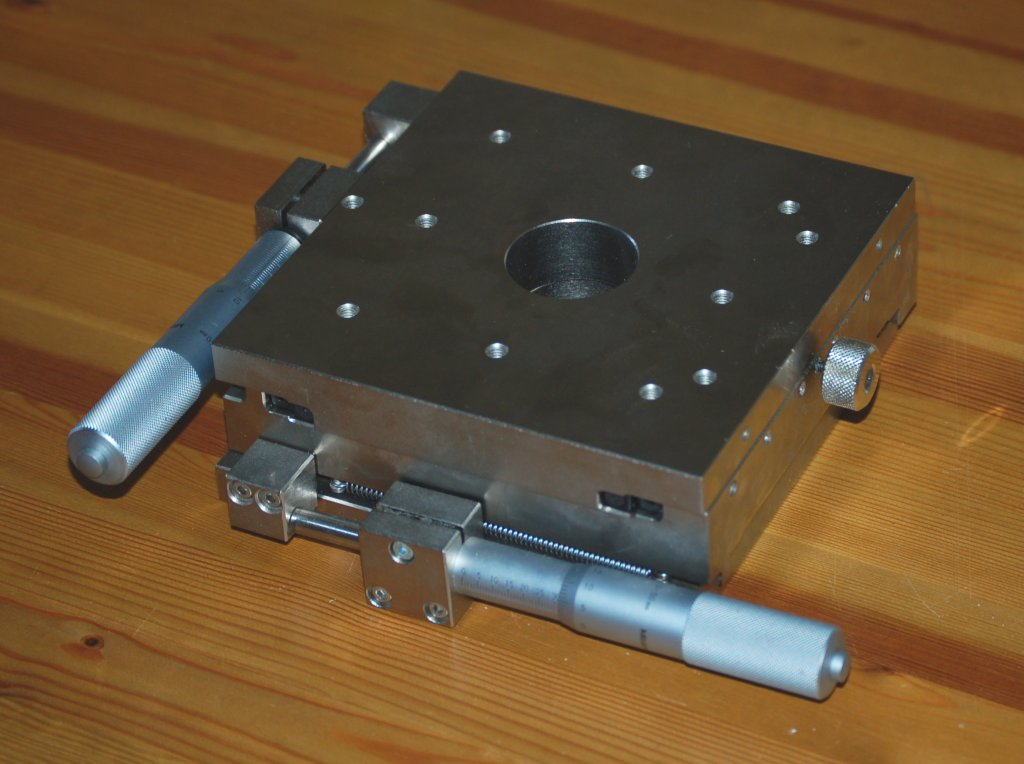
Präzisionskreuztisch

Auch Messsysteme können mit einem Kreuztisch ausgerüstet sein. So muss die Messanordnung für die Oberflächenprüfung optischer Bauelemente bei bestimmten optischen Testverfahren über einen großen Verfahrweg reproduzierbar im Mikrometerbereich eingestellt werden können.

### Mikroskopie
In entsprechend feinmechanischer Ausführung ist ein Kreuztisch auch ein Bestandteil von Lichtmikroskopen. Er dient dabei mit Hilfe von zwei sehr fein arbeitenden Stellschrauben dem genauen und ruckfreien Positionieren des zu betrachtenden Objektes unter dem Objektiv. Eine Skala am Kreuztisch ermöglicht zudem das Wiederfinden bestimmter Bildausschnitte. 
Kreuztische findet man vor allem bei modernen und hochwertigen Mikroskopen für den professionellen Einsatz in der Forschung. Aufgrund der genannten Eigenschaften hat er sich in diesem Bereich durchgesetzt gegenüber anderen Lösungen, wie z. B. den vor allem im Hobbybereich weit verbreiteten festen Tischen, bei denen das Verschieben des Objektes per Hand erfolgt.

### Holzdrehbank
Kreuztische können optional auf Holzdrehbänke (Drechselbank) montiert werden, um in der Serienproduktion einfache Arbeitsschritte zu optimieren. Üblicherweise werden die Schlitten manuell mit Hilfe von Kurbeln oder Kurbelrädern bewegt.